# L'Hôpital-sous-Rochefort
L'Hôpital-sous-Rochefort är en kommun i departementet Loire i regionen Auvergne-Rhône-Alpes i centrala Frankrike. Kommunen ligger i kantonen Boën som tillhör arrondissementet Montbrison. År 2022 hade L'Hôpital-sous-Rochefort 106 invånare.

## Befolkningsutveckling
Antalet invånare i kommunen L'Hôpital-sous-Rochefort
| Referens: INSEE |